# Olza (stacja kolejowa)
Olza – stacja kolejowa w miejscowości Olza, gmina Gorzyce, powiat wodzisławski, w województwie śląskim.

## Ruch pasażerski
| Rok  | Wymiana pasażerska na dobę |
| ---- | -------------------------- |
| 2017 | 20-49                      |
| 2022 | 20-49                      |
| 2023 | 50-99                      |

## Galeria

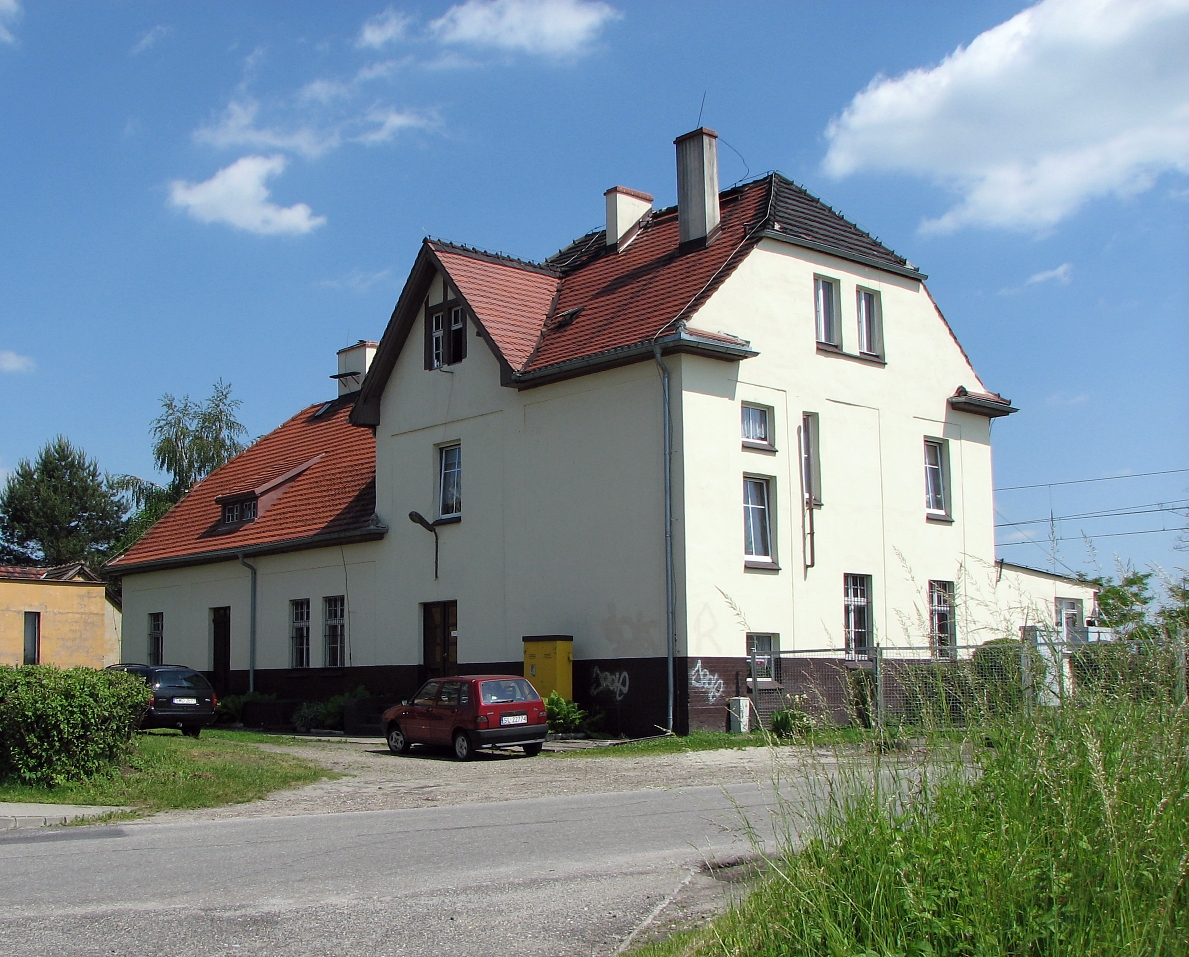
Budynek stacji
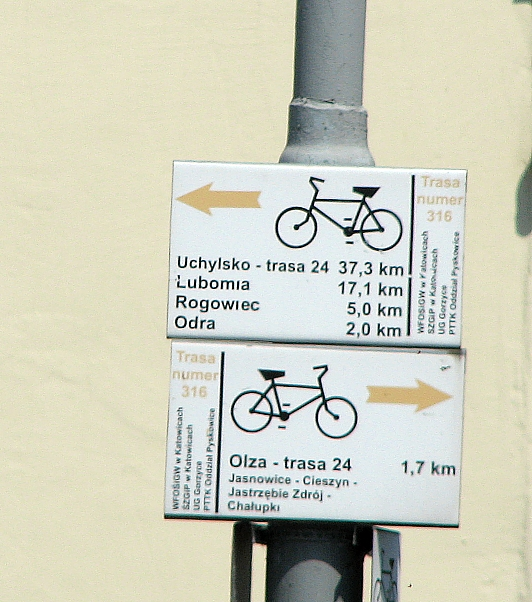
Szlaki rowerowe przy stacji
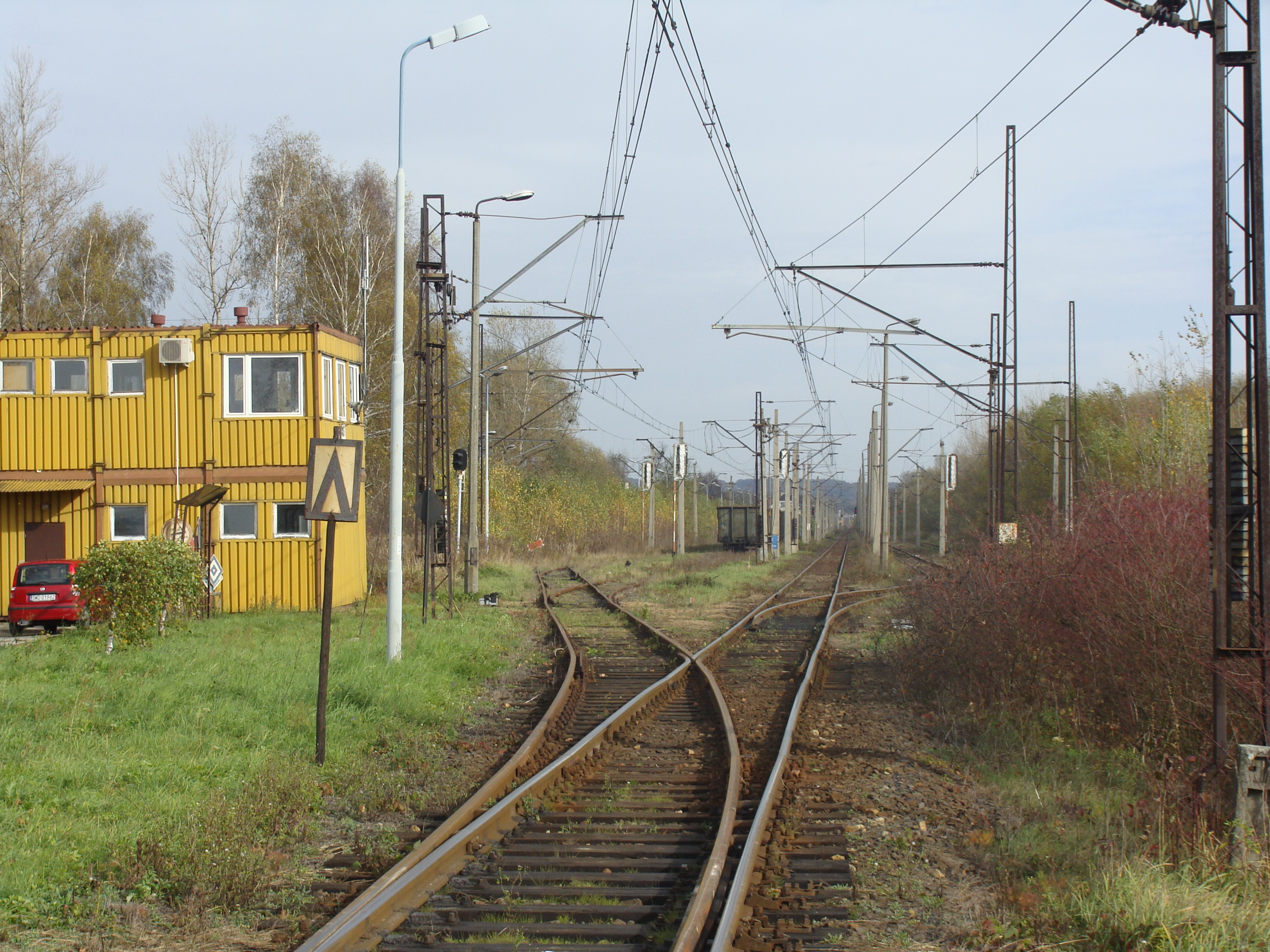
Głowica zachodnia stacji
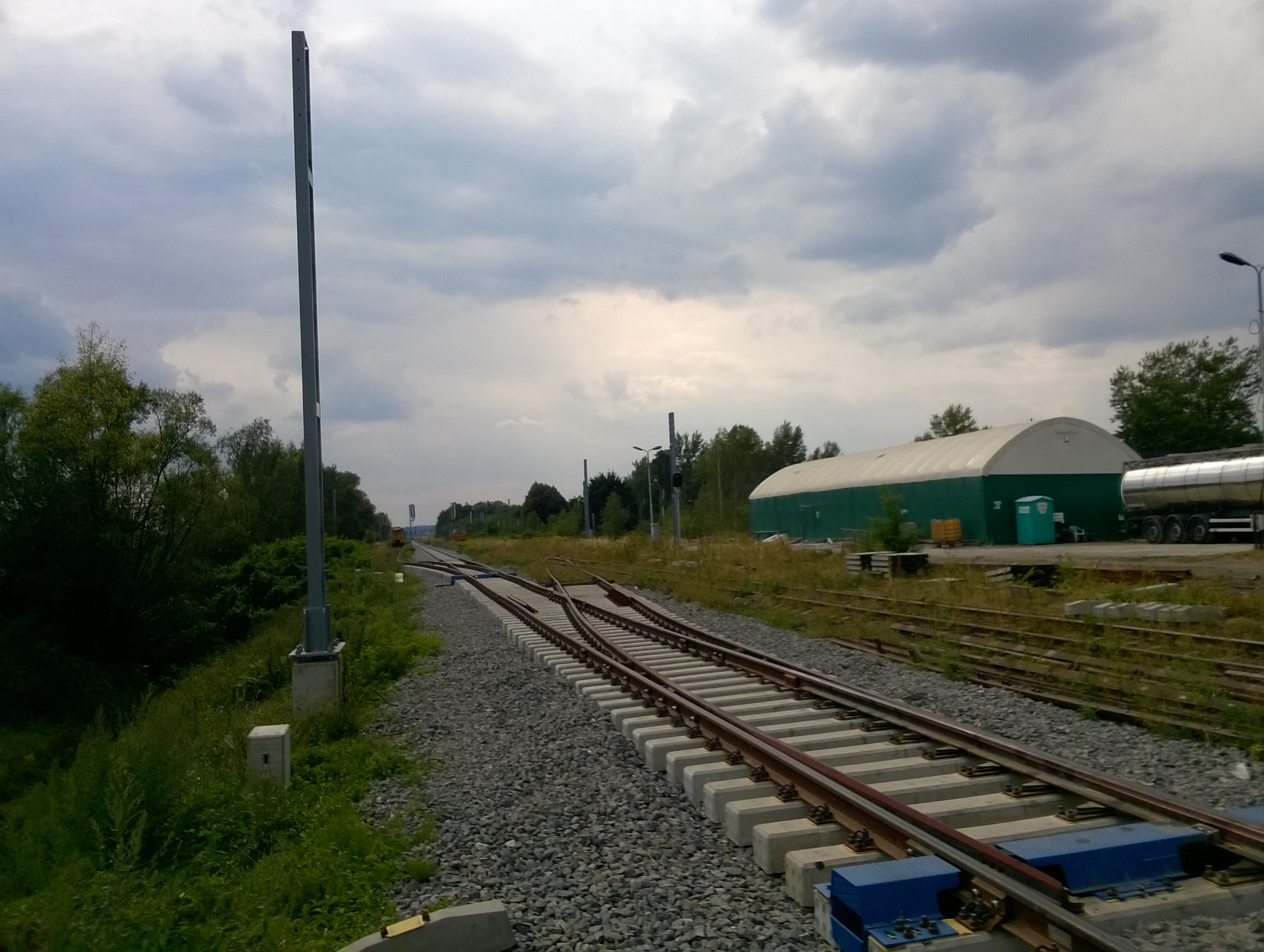
Głowica wschodnia stacji